# S-Bahn Saarland
Die S-Bahn Saarland ist ein geplantes S-Bahn-System im Saarland, welches aus den bestehenden Regionalbahnlinien und neuen Linien auf zu reaktivierenden Strecken rund um Saarbrücken gebildet werden soll.

## Idee
Die Idee einer S-Bahn für das Saarland wurde bereits 1971 von der Deutschen Bundesbahn angeregt und kam auch später bei der Planung der Stadtbahn Saarbrücken wieder auf. Man wollte ein schnelles Verkehrsmittel schaffen, um die Bürger zu motivieren, den öffentlichen Personennahverkehr zu nutzen. Wiederaufgegriffen wurde dieser Einfall durch den Verkehrsentwicklungsplan (VEP) der Landeshauptstadt für das Jahr 2030. Dabei wurden viele Maßnahmen zur Verbesserung der Verkehrssituation vorgeschlagen, unter anderem auch die der S-Bahn.
Ziel ist es, nahezu alle RB-Linien im Saarland sukzessive in S-Bahn-Linien umzuwandeln und das Angebot teilweise zu verdichten. Außerdem sollen mehrere Bahnstrecken reaktiviert werden. Im Kernnetz soll tagsüber mindestens ein 30-Minuten-Takt erreicht werden, teilweise durch Überlagerung verschiedener Linien, im Endausbau sogar ein 15-Minuten-Takt zwischen Saarlouis und Rohrbach. Durch den Bau neuer Haltepunkte soll ein besserer Anschluss an den Schienenverkehr ermöglicht und damit eine höhere Nutzungsrate erzielt werden. Die S-Bahn soll mit modernen Triebfahrzeugen unterwegs sein. Die bestehende Linie S1 der Saarbahn und weitere geplante Linien sollen in der Außendarstellung ins Netz der S-Bahn Saarland integriert werden, bleiben formal aber von diesem unabhängig.
Am 5. Dezember 2023 wurde von der saarländischen Verkehrsministerin Petra Berg (SPD) das neu geplante S-Bahn-Netz vorgestellt. Eine in Zusammenarbeit mit der DB Netz erstellte Betriebsprogrammstudie hatte ergeben, dass die Umsetzung eines 20-Minuten-Taktes im geplanten Kernnetz zwischen Saarbrücken, Neunkirchen, Homburg und Saarlouis ohne weitere Investitionsmaßnahmen in die Infrastruktur möglich sei. Dieses Betriebsprogramm soll bis 2026 schrittweise umgesetzt werden. Dabei würde das Verkehrsangebot im Elektronetz Saar 2024 um 7 %, 2026 um weitere 15 %, steigen.
Eine Machbarkeitsstudie zu möglichen Reaktivierungen alter Strecken, dabei konkret unter anderem die der Rosseltalbahn (nach Großrosseln) und der Bliestalbahn (nach Blieskastel), die im Sommer des Jahres 2023 vorliegen sollte, wurde auf Mitte 2024 verschoben. Derartige Pläne könnten frühestens 2030 umgesetzt werden.

## Streckenreaktivierung
Am 12. November 2024 wurden, nach weiteren Verzögerungen, die Ergebnisse der Machbarkeitsstudie über die Reaktivierung von 5 Bahnstrecken (Bisttalbahn, Rosseltalbahn, Bliestalbahn (gemeint ist der Streckenabschnitt von Rohrbach (St. Ingbert) bis Einöd (Homburg)), Primstalbahn und der Merzig-Büschfelder Eisenbahn) durch Ministern Petra Berg vorgestellt.
Den Ergebnissen der Studie zufolge ist der erwartete Nutzen-Kosten-Indikator bei der Primstalbahn bei einer Aktivierung bis Limbach bzw. bis Lebach mit 3,80 von allen Strecken mit Abstand am höchsten ausgefallen. Das untersuchte Betriebskonzept sah dabei eine Weiterführung einer Linie S12 nach Kaiserslautern von Saarlouis bis Limbach (Schmelz) vor, während eine aus Homburg kommende Linie S17 von Lebach aus bis Primsweiler zu verlängern ist. Zusätzlich kann durch die Reaktivierung die geplante S-Bahn-Linie S18, die von Saarbrücken aus kommt, bis Dillingen durchgebunden und mit der RB77, die auf der Niedtalbahn bis Niedaltdorf verkehrt, verknüpft werden.
Ebenfalls positiv fielen die Ergebnisse für die Reaktivierung der Merzig-Büschfelder Eisenbahn auf dem Abschnitt Merzig – Losheim am See aus, wobei hierbei eine Verlängerung der geplanten stündlichen Linie S11 (Stundentakt) und eine Verlängerung der S11 in Kombination mit einer Verdichtung zwischen Merzig und Losheim (30-Minuten-Takt) untersucht wurden. Die Variante mit Halbstundentakt kam auf einen Nutzen-Kosten-Indikator von 1,87, in der Stundentaktvariante fiel er mit 1,63 etwas geringer aus.
Interessant ist die Betrachtung der Rosseltal- und Bistalbahnen insbesondere deswegen, weil für die hier geplante Reaktivierung das klassische S-Bahn-System mit der Saarbrücker Saarbahn, einer Zweisystemstadtbahn nach dem Karlsruher Modell, in Konkurrenz steht. Als Möglichkeiten kam der Betrieb der beiden Strecken als S3 (bzw. S31 und S32, wie im VEP ÖPNV) der Saarbahn, wie im VEP ÖPNV vorgesehen, oder aber eine Verlängerung der geplanten von Neunkirchen aus kommenden S-Bahn-Linien nach Großrosseln (S14 bis Homburg, S15 bis Neubrücke) bzw. Überherrn (S13 bis Türkismühle). In beiden Fällen wären die Endpunkte im 30-Minuten-Takt erschlossen. Die S-Bahn-Variante weist jedoch eine zusätzliche Verbindung S13.1 (Überherrn–Hostenbach–Völklingen) auf, wohingegen die Saarbahnvariante ab Karolingerstraße einen 15-Minuten-Takt, statt wie die S-Bahn-Variante nur einen 20-Minuten-Takt, gewährleisten würde. Jedoch weist nur die S-Bahn-Variante einen Nutzen-Kosten-Indikator von über 1,00 auf (1,12) und kann damit durch den Bund gefördert werden, während die Tram-Train-Variante sowohl im Betrieb nach BOStrab als auch in dem nach EBO auf einen negativen Nutzen-Kosten-Indikator von 0,53 bzw. 0,72 kam. Damit würde eine Variante als Stadtbahn nicht durch den Bund gefördert werden können, womit diese Ausführung sehr unwahrscheinlich und eine S-Bahn-Variante plausibler erscheint.
Für die Bliestalbahn wurde, entgegen dem Zielnetz des ÖPNV, kein S-Bahn-Betrieb bis Zweibrücken bzw. Pirmasens vorgesehen, auch kam eine Ertüchtigung der Strecke für den Betrieb einer zweiten RB-Linie RB69 (St.Ingbert–Blieskastel–Homburg) nicht auf einen positiven Nutzen-Kosten-Indikator (0,45).
Eine gleichzeitige Weiterbearbeitung aller Strecken für die Wiederinbetriebnahme ist nicht möglich. In Absprache mit den Kommunen muss priorisiert werden.

## Vorlaufbetrieb
Die Einführung des S-Bahn-Netzes ist in mehreren Phasen geplant, beginnend mit einem Vorlaufbetrieb zwischen Fahrplanwechsel 2024 und der vollständigen Umsetzung bis Dezember 2026. Ziel ist laut Umweltministerium, einen 20-Minuten-Takt schrittweise einzuführen:
- 2024: Zubestellung der dritten stündlichen Fahrt auf der Strecke Homburg – Neunkirchen. Anpassung der Fahrlagen der RB73 nördlich von Sankt Wendel und Fahrzeitverkürzung von etwa einer viertel Stunde ins Nordsaarland durch Entfall der Überholung durch den RE3 in St. Wendel
- 2025: Zubestellung des Halbstundentaktes zwischen Saarbrücken und Merzig an Samstagen und von Montag bis Samstag zusätzlich zwischen 20 Uhr und 22 Uhr
- 2026: Zubestellung der dritten stündlichen Fahrt auf der Strecke Homburg – St. Ingbert – Saarbrücken – Saarlouis. Zubestellung der dritten stündlichen Fahrt auf der Strecke Saarbrücken – Sulzbach – Neunkirchen mit Durchbindung in die bereits zubestellte dritte stündliche Fahrt auf der Strecke Neunkirchen – Homburg. Taktwechsel vom Halbstundentakt zum 20-Minuten-Takt in weiten Teilen des saarländischen Schienennetzes

## Mögliche Linien

S-Bahn Saarland Zielnetz

Der VEP ÖPNV Saarland stellt drei mögliche Entwicklungsszenarien mit unterschiedlich hohem Finanzierungsbedarf vor. Das Szenario mit dem höchsten Finanzbedarf sieht die folgenden neun S-Bahn-Linien vor:
| Linie | Linienverlauf |
| ----- | --- |
| S 10  | Trier – Konz – Merzig – Dillingen – Saarlouis Hbf – Völklingen Hbf – Saarbrücken Hbf – St. Ingbert – Homburg(Saar)                                   |
| S 11  | Losheim am See – Merzig – Dillingen – Saarlouis Hbf – Völklingen Hbf – Saarbrücken Hbf – St. Ingbert – Homburg(Saar) – Kaiserslautern                |
| S 12  | Wadern – Schmelz – Primsweiler – Saarlouis Hbf – Völklingen Hbf – Saarbrücken Hbf – St. Ingbert – Blieskastel-Lautzkirchen – Zweibrücken – Pirmasens |
| S 13  | Saarbrücken Hbf – Neunkirchen – St. Wendel – Nohfelden – Neubrücke                                                                                   |
| S 14  | Niedaltdorf – Dillingen – Lebach – Illingen – Neunkirchen – Homburg(Saar) – Blieskastel Mitte                                                        |
| S 15  | Saarbrücken Hbf – Quierschied – Illingen – Lebach – Primsweiler                                                                                      |
| S 16  | Saarbrücken Hbf – Quierschied – Neunkirchen – Homburg(Saar)                                                                                          |
| S 17  | Saarlouis Hbf – Völklingen Hbf – Saarbrücken Hbf – St. Ingbert – Blieskastel-Lautzkirchen – Zweibrücken                                              |
| S 18  | Saarbrücken Hbf – Neunkirchen – St. Wendel |

In diesem Szenario enthalten ist auch der Bau neuer Haltestellen: Saarbrücken Rotenbühl, Saarbrücken Saarbasar, Völklingen Heidstock, Saarbrücken Rußhütte, Quierschied Süd und Blieskastel Mitte.